# Какула
 Тази статия е за остров в Тихи океан.  За устноцветно растение вижте Салвия.  
Какула (на бислама: Kakula) е остров в Тихи океан в архипелага Нови Хебриди, с координати 17°31′00″ ю. ш. 168°24′00″ и. д. / 17.516667° ю. ш. 168.4° и. д.. Той влиза в територията на Република Вануату и съгласно административното деление на страната попада в границите на провинция Шефа. Наред с това Какула е включен и в островната група Шеферд. Разположен е в близост до остров Нгуна, Пеле и Ефате, където се намира и столицата на Вануату – Порт Вила.
Островът е туристическа дестинация по маршрута Ефате, Емао, остров Нгуна със своя поводен вулкан Норт Вате, през остров Пеле, Мосо, Лелепа и Еретока.